# معبد النار شيان
معبد النار شيان (بالفارسية: آتشکده شیان) هو معبد نار تاريخي يعود إلى عصر الساسانيين، ويقع في قلعة شيان.